# Ashley (Gloucestershire)
Pour les articles homonymes, voir Ashley.
Ashley est une paroisse civile et un village du Gloucestershire, en Angleterre.